# Sex Pistols
V začetku so skupino sestavljali Johnny Rotten, Glen Matlock, Steve Jones in Paul Cook. Basista Matlocka je v začetku leta 1977 zamenjal Sid Vicious.Besedila njihovih pesmi so bila provokativna in proti-državno usmerjena. Njihov menedžer je bil lastnik trgovine z oblačili, Malcolm McLaren, ki je izbral ime skupine Sex Pistols in pripomogel h kontroverznosti skupine. Skozi celotno kariero se je skupina soočala s prepovedmi predvajanja njihovih pesmi, izdajanja singlov in odpovedovanjem koncertov. Prvi singel z naslovom Anarchy In the UK je izšel leta 1976. Singel God Save the Queen je bil njihov najbolj provokativen singel, saj so v besedilu napadali samo angleško kraljico in ureditev monarhije ter neprizanesljivost do delavskega razreda, iz katerega so izhajali vsi člani skupine.
Januarja 1978 so se Pistolsi odpravili na razvpito ameriško turnejo, kjer je vokalistu in frontmanu skupine Rottnu prekipelo, zapustil skupino in oznanil njihov razpad. Ostali trije člani so nekaj mesecev kasneje posneli pesmi za McLarnovo filmsko verzijo njihove zgodbe, The Great Rock 'n' Roll Swindle, ki pa je bila močno preurejena in zato precej neresnična. Verjetnejšo verzijo The Filth and the Fury, so posneli leta 2000 in vsebuje intervjuje vseh še živečih članov skupine in ostalih ljudi, ki so bili del takratnje punk scene. Vicious je umrl februarja 1979, le eno leto po razpadu skupine.
Leta 1996 so se Rotten (tokrat še pod resničnim imenom John Lydon), Matlock, Jones in Cook zbrali na turneji, nekaj koncertov pa so izvedli še leta 2002 ter nato še 2003,2007,2008. 24. februarja 2006 so bili Pistolsi (vseh pet) končno povabljeni v Rock 'n' Roll dvorano slavnih, a so povabilo v svojem značilnem slogu zavrnili, jim poslali pismo in jim v njem razložili, da jim je vseeno za njihov muzej, da predstavniki muzeja nimajo nikakršne veze z glasbo in da oni ostajajo zvesti svojim poslušalcem in ne političnemu sistemu.

## Diskografija

### Studijski albumi
| Leto | Naslov                                          |
| ---- | ----------------------------------------------- |
| 1977 | Never Mind the Bollocks, Here's the Sex Pistols |